# خروس‌بیک
خروس‌بیک (به هلندی: Groesbeek) یک منطقهٔ مسکونی در هلند است که در Berg en Dal واقع شده‌است. خروس‌بیک ۳۴ متر بالاتر از سطح دریا واقع شده‌است.